# Reign of Light
Reign of Light es el sexto álbum de larga duración de la banda suiza Samael. Con este disco, Samael rompió un silencio de cinco años sin material nuevo, a pesar de que en el período intermedio grabaron los discos "Era One" y "Lessons In Magic #1", que serían lanzados como el disco doble "Era One" en el año 2006.
La gestación del disco se postergó por algunas complicaciones entre Samael y el sello Century Media, además de sucesos en la vida personal de los miembros de la banda. Finalmente fundaron un sello propio (Galactic Records), y adquirieron pleno control creativo del disco. Para la producción del mismo se pusieron una vez más en las manos de Waldemar Sorychta, quien había producido ya material antiguo de la banda.
En este disco su sonido evoluciona abandonando definitivamente el black metal que los caracterizó en sus comienzos como banda, para adoptar un sonido vinculado a la música industrial, similar a Rammstein, Laibach o Deadstar Assembly, por ejemplo. Incorporaron también arreglos orientales u arábigos, que le confieren un tono peculiarmente étnico a algunas canciones. De vital importancia resultó en esto el trabajo de los músicos invitados Sami Yli-Simiö en sitar, y Sandra Schleret como vocalista adicional.

## Ficha técnica.
- Grabado en los estudios "The Cube" y "Albertine", en Suiza, en la primavera del 2004.
- Grabado y diseñado por D-Teck, Totor e Yves Métry.
- Mezclado por Stefan Glaumann en los estudios "Toytown", Suecia, asistido por Staffan Celmins.
- Masterizado por Björn Engelman en "Cutting Room", Estocolmo.
- Producido por Samael, coproducido por Waldemar Sorychta.
- Portada frontal y diagramación por Le Seigneur des Marais.
- Fotografía de ojos por Sedrik Nemeth.
- Fotografía de la banda por Edi Maurer en el Museo de H.R. Giger en Suiza.
- Todas las letras por Vorph.
- Toda la música por Xy.

## Listado de canciones.
1. "Moongate" ("Pórtico lunar").
2. "Inch'Allah" ("Loado sea Alá").
3. "High Above" ("Alto por encima").
4. "Reign Of Light" ("El reinado de la luz").
5. "On Earth" ("En la Tierra").
6. "Telepath" ("Telépata").
7. "Oriental Dawn" ("Amanecer oriental").
8. "As The Sun" ("Como el Sol").
9. "Further" ("Más lejos").
10. "Heliopolis" ("Heliópolis").
11. "Door Of Celestial Peace" ("Puerta de la paz celestial").